# 多納茲
多納茲（布農語：Dognaz），是台灣布農族傳說中的怪人，外型為骸骨，絲毫沒有血肉，布農族人也不知道其來歷，只知道並不是布農族的祖先。
多納茲擅長戰鬥，特別是晚上的襲擊，且因為其白骨的身體，每次戰爭都不會受到傷害，有時會跟布農族人合作、有時會跟其族人做對。